# Glinik Charzewski
Glinik Charzewski est une localité polonaise de la gmina et du powiat de Strzyżów en voïvodie des Basses-Carpates.